# Уальягский кечуа
Уальягский кечуа (кечуа Wallaqa Runashimi) — это один из центральных кечуанских диалектов (Кечуа I или Уайуаш в соответствии с классификацией Альфредо Тореро), на котором говорят в перуанском департаменте Уануко в верховьях реки Уальяга.
Несмотря на относительно небольшое число говорящих, 40 000 человек (по данным SIL International) в 1993 году и около 50 тысяч ныне, до сих пор существует значительная доля монолингвов.
Сотрудник SIL International Д.Дж. Уэбер, автор грамматики и словаря (уальягско-испанско-английского) этого языка  разработал собственную, отличную от других кечуанских языков/диалектов, систему орфографии, основанную на нормах испанской графики.
Для уальягского кечуа типичным является различение звуков [č] ([tʃ]) и [ĉ]. Имеет грамматические особенности, сближающие его отчасти с кечуа-уанка, отчасти с анкашским кечуа.